# Battle Cry (梦想之龙乐队歌曲)
《Battle Cry》是一首由美国另类摇滚乐队Imagine Dragons的成员丹·雷诺斯，本·麦基，韦恩·瑟蒙和丹尼尔·普拉兹曼创作的歌曲，亦是继混音版《Radioactive》之后梦想之龙乐队的第九首单曲。它于2014年6月2日作为当年的科幻动作电影的主题曲发行，之后该曲则被收录于乐队的第二张录音室专辑《Smoke + Mirrors》的超级豪华版里。值得注意的是，这是变形金刚系列电影中第一首不是由林肯公园演唱的主题曲，尽管后者的《Until It's Gone》已经被用于第四部系列电影衍生的电子游戏中。

## 创作背景
在执导时为了把《绝迹重生》同系列电影前作分开，电影导演迈克尔·贝试图在电影原声带中寻找新的音乐表现形式；为此他点名让梦想之龙乐队做这方面的尝试。这首歌曲也是乐队成员从迈克尔·贝的故事中得到灵感，特别为电影中的使用而写的。乐队主唱丹·雷诺斯向《公告牌》杂志披露，这首歌曲的创作旨在“更具电影风格”，以使得歌曲作为音乐本身令人满意的同时亦能在伴奏的角度契合电影中的画面。

## 专辑歌曲列表
| 数字下载版 | 数字下载版 | 数字下载版 |
| 曲序       | 曲目       | 时长       |
| ---------- | ---------- | ---------- |
| 1.         | Battle Cry | 4:32       |

## 歌手及演奏者
Imagine Dragons
- 主唱：丹·雷诺斯
- 吉他手：韦恩·瑟蒙
- 贝斯手：本·麦基
- 鼓手：丹尼尔·普拉兹曼

## 排行

### 周排行
| 排行榜 (2014年)                       | 峰值 |
| ------------------------------------- | ---- |
| 澳大利亚（澳大利亚唱片业协会單曲榜）  | 44   |
| 法国（法國唱片出版業公會單曲榜）      | 150  |
| 英国单曲排行榜 （英国官方排行榜公司） | 111  |
| 美國（《告示牌》Hot Rock Songs）      | 24   |